# Tungurahua
Der Tungurahua ist ein aktiver Schichtvulkan, der südöstlich von Ambato am Ostabhang der Anden Ecuadors liegt und das Amazonasgebiet überragt. Der Name stammt wahrscheinlich aus dem Quechua von tunguri = Schlund, rahua = brennen, feuerspeien.
1802 versuchte Alexander von Humboldt auf seiner Amerikareise vergeblich, den Gipfel zu ersteigen.

## Vulkanische Aktivität

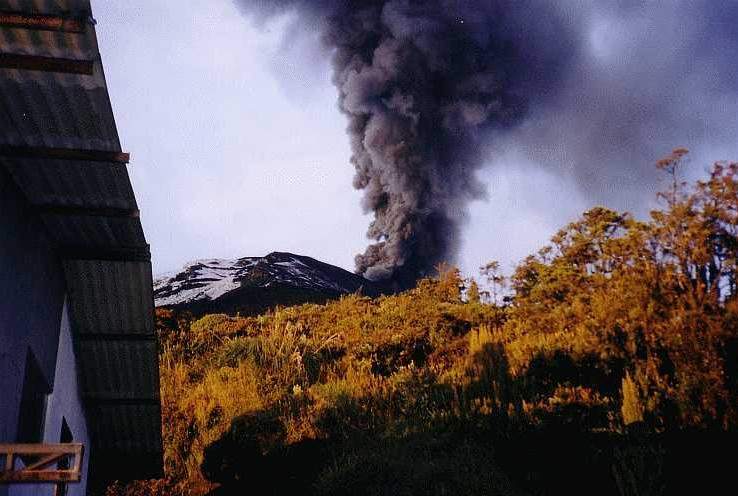
Ausbruch des Tungurahua 2003

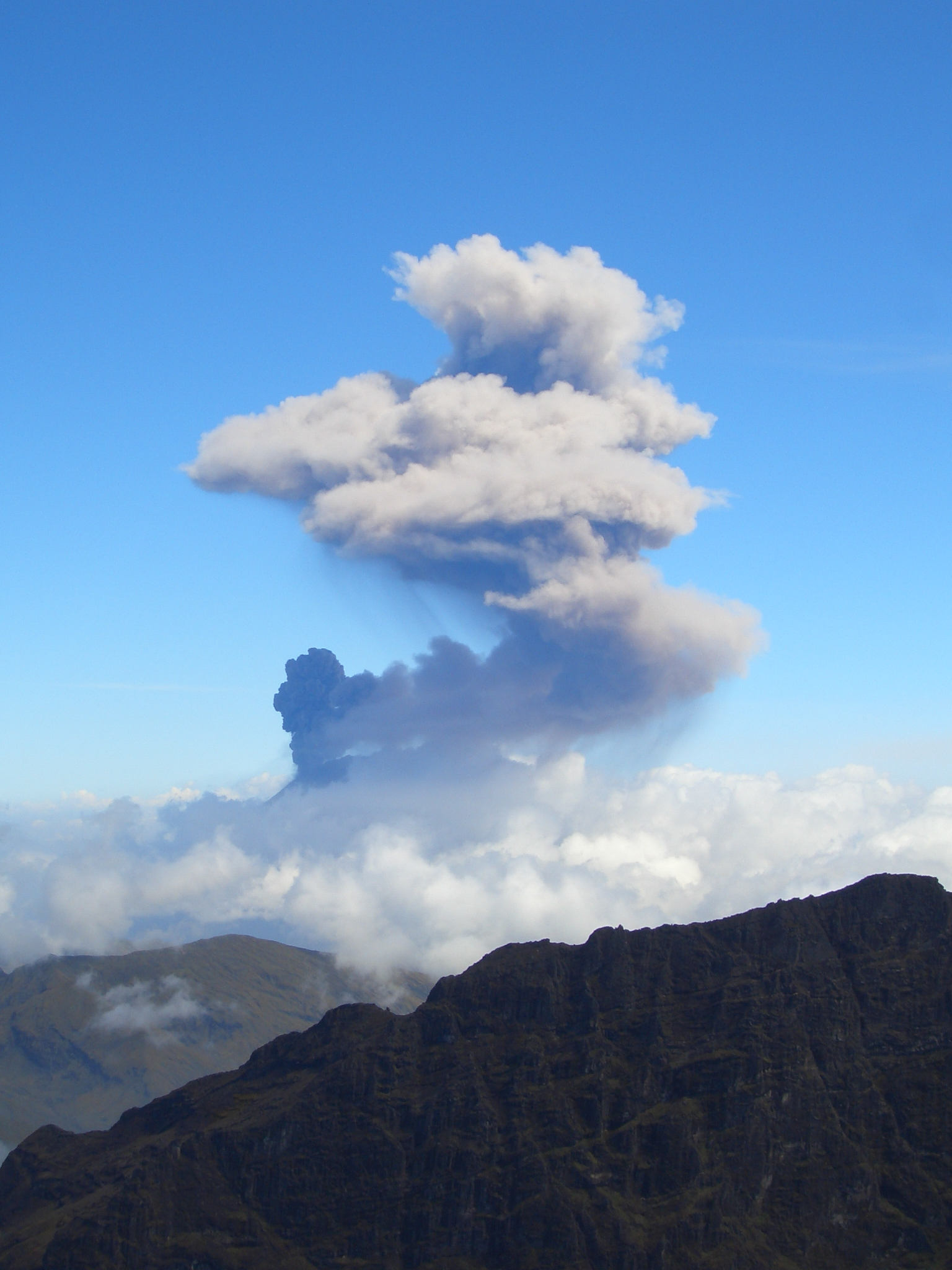
Ausbruch des Tungurahua 2006

1999 führte eine größere Aktivität zur Evakuierung der an seinem Fuße gelegenen Stadt Baños und ihrer Umgebung, es mussten dabei 22.000 Personen in Sicherheit gebracht werden. Aschewolken stiegen ca. 10 km hoch in die Atmosphäre und bedeckten beim Niederfall mehr als 500 km² Land. Schlammlawinen führten zu Straßenzerstörungen. Seitdem sind kontinuierlich, mal an-, mal abschwellend, Rauchausstöße und kleinere Eruptionen zu verzeichnen. Im Juli 2006 kam es erneut zu starken Rauch- und Ascheausstößen und Eruptionen geringerer Intensität.
In den frühen Morgenstunden des 17. August 2006 zeigte der Vulkan die stärksten Lavaausstöße seit 1999. Fünf Dörfer wurden verschüttet und verbrannt, sechs Menschen aus dem Dorf Palitahua kamen ums Leben, 13 wurden verletzt. Insgesamt 3200 Bewohner der umliegenden Dörfer und der Stadt Baños wurden in Sicherheit gebracht, die Provinzen Tungurahua und Chimborazo wurden für einige Tage zum Katastrophengebiet erklärt.
Am 16. Oktober 2006 spuckte der Vulkan ein weiteres Mal kleinere Lavaströme sowie mehrere Tonnen Asche in bis zu 8 km Höhe. Umliegende Dörfer im Norden mussten erneut evakuiert werden, Tote oder Verletzte waren nicht zu beklagen.

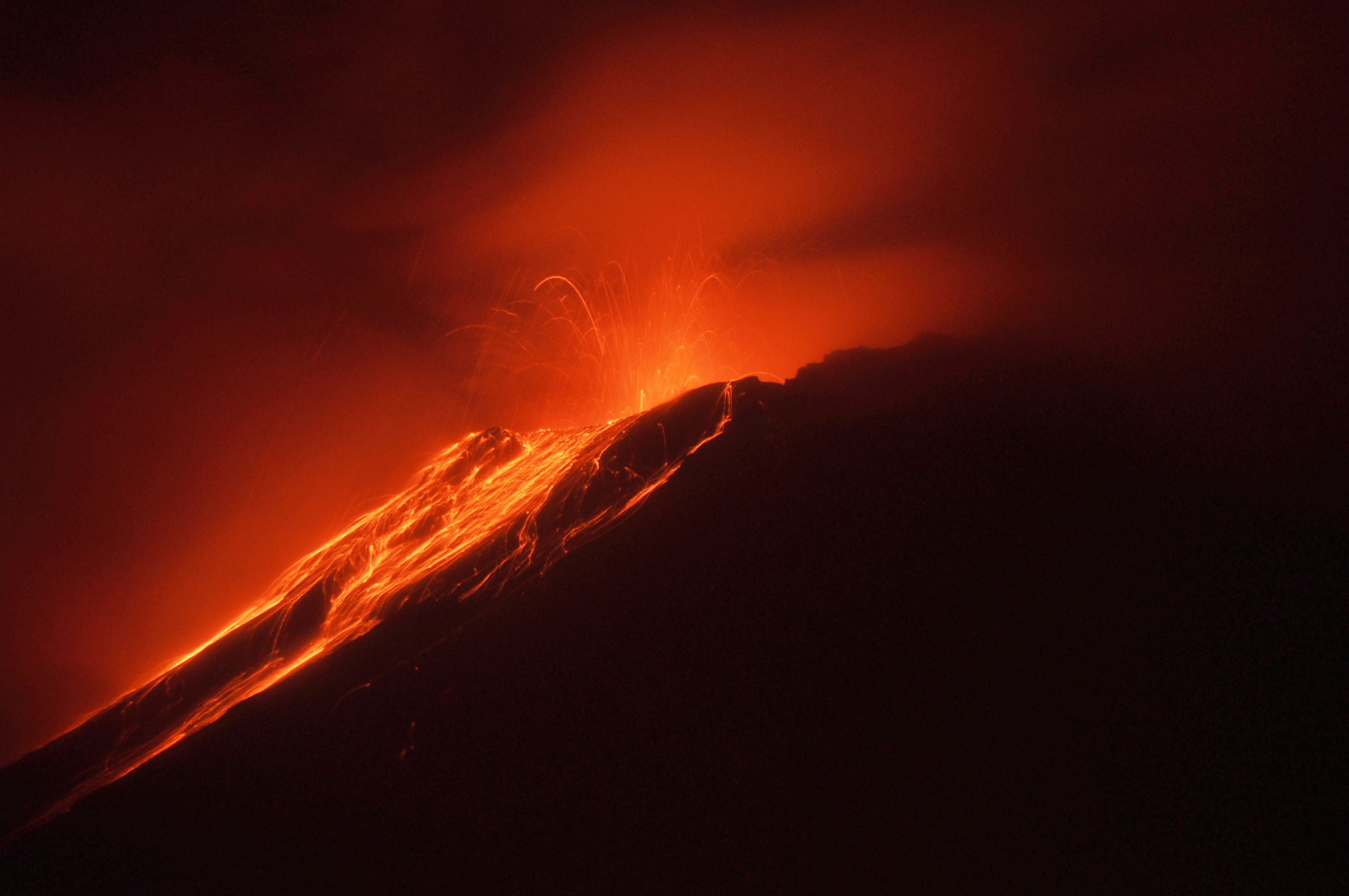
«Tungurahua»

Am 6. Februar 2008 sind nach einem Asche- und Gesteinsregen fast 1500 Menschen aus ihren Häusern geflohen. Nach lokalen Medienberichten wurden bei der Eruption mehrere Ortschaften stark beschädigt, mindestens fünf Personen kamen ums Leben. Der Tungurahua spuckte Lava aus, Felsbrocken rollten die Westseite des Bergs hinab, und über dem Vulkan stand eine zehn Kilometer hohe Aschewolke. Der Ascheregen zerstörte nach Behördenangaben 20.000 Hektar Agrarland. Rund 400 an den Hängen des Bergs lebende Familien wurden in Sicherheit gebracht. Ecuadors Präsident Correa rief den Notstand für die Region aus.
Am 22. Mai 2010 brach der Vulkan erneut aus. Die dabei entstandene Aschewolke war über zehn Kilometer hoch. Der Flughafen und alle Schulen der größten Stadt Ecuadors, Guayaquil, wurde geschlossen und mehrere Dörfer evakuiert. Eine erneute eruptive Phase begann am 22. November 2010.
Am 17. Dezember 2012 brach der Tungurahua erneut aus und eruptierte tonnenweise Asche sowie glühende Gesteinsbrocken. Die Aschewolke dieses Ausbruchs war rund 7 Kilometer hoch. Die Einwohner der umliegenden Dörfer konnten rechtzeitig in Sicherheit gebracht werden.
Am 10. März 2013 brach der Tungurahua erneut aus und schleuderte tonnenweise Asche und glühende Gesteinsbrocken auf umliegende Gebiete.
Vom 1. bis 3. Februar und am 5. April 2014 kam es zu erneuten Eruptionen, bei denen etwa 8 bzw. 10 Kilometer hohe Aschewolken ausgestoßen wurden.
Am 11. November 2015 wurde eine mehrere Tage andauernde eruptive Aktivität des Tungurahuas verzeichnet. Die dabei entstandene Aschewolke war bis zu 4500 Meter hoch.
Am 27. Februar 2016 ist der Tungurahua erneut aktiv geworden und hat riesige Gesteinsbrocken sowie eine 5 Kilometer hohe Aschewolke ausgestoßen, die mehrere Dörfer als Niederschlag bedeckte. Es herrschte Alarmstufe orange, die Ende März 2016 wieder auf gelb herabgesetzt wurde.

## Zwischenfälle
Am 2. Mai 1974 wurde eine Douglas DC-3/C-47 der ecuadorianischen ATESA (Luftfahrzeugkennzeichen HC-AUC) in die Flanke des Vulkans Tungurahua geflogen. Die Maschine wurde nach dem Start vom Flughafen Pastaza nur auf eine Höhe von 11.500 Fuß geflogen statt auf die Sicherheitsflughöhe von 12.500 Fuß. Die linke Tragfläche schlug gegen den in Wolken gehüllten Vulkan und brach ab, was zum Absturz führte. Beitragend waren die Nichtbefolgung des vorgeschriebenen Kurses, Selbstüberschätzung des Kapitäns und Ablenkung der Flugbesatzung durch die Anwesenheit eines Reiseführers im Cockpit. Durch diesen CFIT (Controlled flight into terrain) wurden von den 25 Insassen 20 getötet, zwei Besatzungsmitglieder und 18 Passagiere.